# Nancha

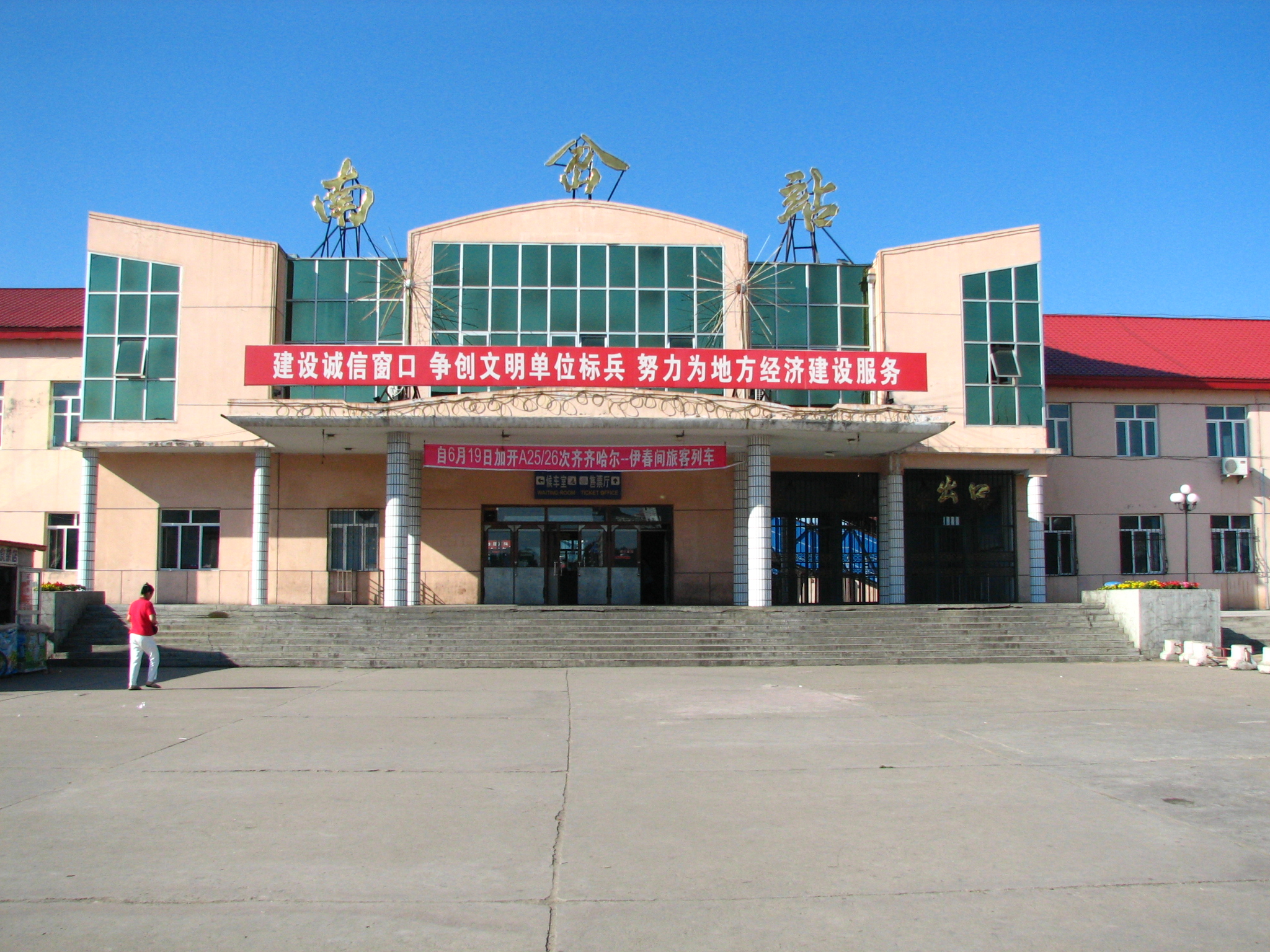
Der Bahnhof von Nancha

Der Kreis Nancha (chinesisch 南岔县, Pinyin Nánchà Xiàn) der bezirksfreien Stadt Yichun in der chinesischen Provinz Heilongjiang im Nordosten der Volksrepublik China hat eine Fläche von 3.012 km² und zählt 82.895 Einwohner (Stand: Zensus 2020). Bis Juli 2019 war Nancha ein Stadtbezirk von Yichun.
Nancha liegt im Südwesten von Yichun, der Tangwang He fließt von Norden nach Süden durch den Kreis.
89,4 % des Kreises sind mit Wald bedeckt, damit ist Nancha ein bedeutender Holzlieferant.

## Administrative Gliederung
Auf Gemeindeebene setzt sich Nancha aus zwei Großgemeinden und einer Gemeinde zusammen. Diese sind:
- Großgemeinde Haolianghe (浩良河镇)
- Großgemeinde Chenming (晨明镇)
- Gemeinde Yingchun (迎春乡)